# Shyam
Shyam (moderne Kurzform von Shyama; von Sanskrit श्याम = dunkel, blau, schwarz) ist ein männlicher Vorname, der vor allem im indischen Sprachraum vorkommt. Selten tritt er auch als weiblicher Vorname und als Familienname auf.
Der Name geht auf einen Beinamen von Krishna im Hinduismus zurück, der auch in den Krishna-Namen und -Titeln Shyamasundar, Ghanshyam, Radheshyama und selten in Shyamcharana vorkommt. Die Anhänger der Bhakti-Traditionen des Hinduismus werden mitunter auch als „Shyamdas“ (= „Diener der Shyama“) bezeichnet. 

## Namensträger
Vorname
- Shyam Benegal (1934–2024), indischer Filmregisseur
- Shyam Lal Meena (* 1965), indischer Bogenschütze
- Shyam Saran (* 1946), indischer Politiker
- Shyam Selvadurai (* 1965), sri-lankisch-kanadischer Autor

Familienname
- Bhajju Shyam (* 1971), indischer Künstler
- Kumar-Dhakal Shyam (* 1981), nepalesischer Skirennläufer